# Eishockey-Nationalliga (Österreich) 2010/11
Die Saison 2010/11 der österreichischen Eishockey-Nationalliga hat am 18. September 2010 begonnen. Titelverteidiger ist der EC hagn_leone Dornbirn.

## Teilnehmende Mannschaften
(gereiht nach Vorjahrsplatzierung)
- EC Dornbirn (Titelverteidiger, Trainer: Peter Johansson)
- HC Innsbruck (Trainer: Jarno Mensonen)
- EC Red Bull Salzburg 2 (Trainer: Mario Richer)
- VEU Feldkirch (Trainer: Michael Lampert)
- EHC Lustenau (Trainer: Kari Eloranta)
- EK Zeller Eisbären (Trainer: Peter Dilsky)
- EHC Bregenzerwald (Trainer: Tommy Andersson)
- ATSE Graz (Aufsteiger, Trainer: Kjell G. Lindqvist)

Gegenüber der Vorjahressaison wurde das Teilnehmerfeld vergrößert: der ATSE Graz, der zuvor zum zweiten Mal in Folge seit seiner Neugründung den Oberliga-Meistertitel hatte gewinnen können, macht von seinem Recht zum Aufstieg Gebrauch und nimmt als achte Mannschaft an der Liga teil. Der HC Innsbruck hatte im Februar 2010 erneut bekräftigt, mindestens noch für eine weitere Saison in der zweiten Spielklasse antreten zu wollen, um sich finanziell konsolidieren zu können.
Nach dem enttäuschenden Abschneiden im Vorjahr nahm der EHC Lustenau eine Kurskorrektur vor: Trainer Robert Steinwender wurde entlassen und durch Kari Eloranta ersetzt. Mit diesem Wechsel an der Spitze und der Verpflichtung einiger neuer Spieler soll der zuletzt nur noch mäßig erfolgreiche Verein wieder an alte Erfolge anknüpfen können. Unter anderem wurde mit Bernhard Bock auch der Torwart des Vorjahresmeister EC Dornbirn verpflichtet.

## Modus und Reglement
Der neue Modus wurde im Juli 2010 veröffentlicht. Die acht Mannschaften spielen demnach im Grunddurchgang beginnend mit dem 18. September 2010 zunächst zwei Hin- und Rückrunden gegeneinander, was insgesamt 28 Spiele pro Mannschaft ergibt. Danach wird das Teilnehmerfeld aufgeteilt: die oberen und die unteren vier Teams spielen noch je eine Hin- und Rückrunde (sechs Begegnungen), wobei die Punkte aus dem Grunddurchgang gelöscht und durch Bonuspunkte ersetzt werden (in jeder Gruppe von 4 bis zu einem Punkt).
Der Sieger der oberen Gruppe ist danach fix für das Halbfinale gesetzt, der achtplatzierte scheidet aus. Die übrigen sechs Mannschaften ermitteln im Viertelfinale die drei weiteren Halbfinalteilnehmer. Alle Playoff-Serien werden im Modus Best of five ausgetragen. Der neue Meister wird frühestens am 26. März und spätestens am 2. April 2011 feststehen.

### Transferkartenregelung
Wie in den Jahren zuvor dürfen in der Spielzeit 2010/11 drei Transferkartenspieler pro Team eingesetzt werden. Hiervon gibt es jedoch zwei Ausnahmen: der EHC Bregenzerwald darf als Letztplatzierter der Vorsaison einen vierten Transferkartenspieler einsetzen, der jedoch unter 22 Jahre alt sein muss. Der EC Red Bull Salzburg darf mit Rücksicht auf sein Ausbildungsprogramm insgesamt acht Transferkartenspieler einsetzen, wird aber im Übrigen nur mit Österreichern antreten, die ebenfalls jünger als 22 Jahre sind.

## Grunddurchgang

### Vorrunde
Die Vorrunde wurde vom HC Innsbruck dominiert, der etwa gleichzeitig mit dem EC KAC in der Bundesliga eine lang anhaltende Siegesserie starten konnte. Während der EC KAC mit siebzehn Siegen in Folge einen neuen Rekord für die Bundesliga aufstellte, gelang den Innsbruckern der österreichinterne Rekord: nachdem die Mannschaft die Auftaktpartie gegen Lustenau auf eigenem Eis noch mit 1:8 verloren hatte, ließ die zweite Niederlage der Vorrunde anschließend bis zum 30. Dezember 2010 auf sich warten, als der ATSE Graz den Tirolern nach insgesamt 21 Siegen erstmals wieder eine Niederlage zufügte. Vizemeister Dornbirn etablierte sich mit einigem Abstand als erster Verfolger, konnte sich seinerseits jedoch auch einen großen Abstand zu Rang drei herausspielen, was unterstrich, wie sehr die beiden Clubs den Grunddurchgang dominierten.
Die Ränge drei und vier wurden von der VEU Feldkirch und dem Farmteam des EC Red Bull Salzburg belegt. Aufsteiger ATSE Graz hatte in der Premierensaison mit einigen Problemen zu kämpfen, konnte jedoch mit Ausnahme einer neun Spiele andauernden Niederlagenserie knapp nach Saisonbeginn überzeugen. Im Lauf der Saison wurde der Kader einige Male erweitert. Prominentester Neuzugang war dabei Todd Elik, der jedoch nur vierzehn Spiele für die Grazer absolvierte. Beim EHC Lustenau gelang der angestrebte Neuzugang nur bedingt, da der Club zu keiner konstanten Leistung finden konnte und immer wieder Spiele vor allem gegen die Tabellennachbarn verloren geben musste. Am Ende der Tabelle landeten die Zeller Eisbären und der EHC Bregenzerwald. Während die Zeller jedoch gegen Ende des Grunddurchgangs bessere Leistungen zeigen und einigen Boden gutmachen konnten, schafften es die Wälder nicht, an den vielversprechenden Saisonbeginn anzuknüpfen und konnten in der zweiten Hälfte des Grunddurchgangs nur ein Spiel gewinnen.
Die Spielzeit setzte insbesondere auch in Sachen Spielerverpflichtungen neue Maßstäbe für die zweite Liga: die Innsbrucker hatten bereits vor Saisonbeginn den NHL-Veteranen Rem Murray verpflichten können, der bereits zwei Jahre zuvor für das Team in der Bundesliga aufgelaufen war. Auch einige andere Clubs sicherten sich die Dienste von erfahrenen Spielern mit ausgiebiger Bundesliga-Erfahrung: Aaron Fox kam vom KHL Medveščak Zagreb und Mickey Elick vom EC VSV nach Dornbirn, und Todd Elik wechselte zum ATSE Graz.

#### Tabelle der Vorrunde
| Rang | Team                 | Spiele | S  | N  | SNV | NNV | SNP | NNP | Tore   | TVH | Punkte |
| ---- | -------------------- | ------ | -- | -- | --- | --- | --- | --- | ------ | --- | ------ |
| 1    | HC Innsbruck         | 28     | 25 | 3  | 2   | 0   | 3   | 1   | 129:71 | +58 | 71     |
| 2    | EC Dornbirn          | 28     | 21 | 7  | 1   | 1   | 3   | 2   | 139:83 | +56 | 62     |
| 3    | VEU Feldkirch        | 28     | 17 | 11 | 2   | 1   | 2   | 1   | 112:92 | +20 | 49     |
| 4    | EC Red Bull Salzburg | 28     | 14 | 14 | 1   | 2   | 0   | 0   | 94:92  | +2  | 43     |
| 5    | ATSE Graz            | 28     | 9  | 19 | 0   | 3   | 0   | 5   | 85:96  | −11 | 35     |
| 6    | EHC Lustenau         | 28     | 10 | 18 | 3   | 4   | 1   | 2   | 85:99  | −14 | 32     |
| 7    | Zeller Eisbären      | 28     | 11 | 17 | 3   | 1   | 2   | 0   | 72:107 | −35 | 29     |
| 8    | EHC Bregenzerwald    | 28     | 5  | 23 | 0   | 0   | 1   | 1   | 50:126 | −76 | 15     |

Legende:
S = Siege, N = Niederlagen, SNV = Siege nach Verlängerung, NNV = Niederlagen nach Verlängerung, SNP = Siege nach Penaltyschießen, NNP = Niederlagen nach Penaltyschießen, TVH = Torverhältnis 

### Platzierungsrunde
Während die Platzierungsrunde in der unteren Gruppe keine Veränderungen mehr brachte, sodass der EHC Bregenzerwald erwartungsgemäß die Saison vorzeitig beenden musste, wechselten die drei bestplatzierten Teams noch die Plätze. Der EC Dornbirn überholte den HC Innsbruck und qualifizierte sich damit vorzeitig für das Halbfinale, während die Innsbrucker nach dem Ende der Siegesserie ein kleines Tief durchlebten und nur zwei der sechs Begegnungen gewinnen konnten. Damit rutschte das Team auf Rang drei hinter die VEU Feldkirch, die in jedem Spiel Punkten konnte und sich letzten Endes dem EC Dornbirn nur knapp geschlagen geben musste. Die Salzburger konnten nur ein Spiel gewinnen und mussten gleichzeitig mehrere hohe Niederlagen – ein 2:9 in Dornbirn und ein 3:7 in Feldkirch – hinnehmen.

#### Tabellen der Platzierungsrunde
| Obere Gruppe A | Obere Gruppe A       | Obere Gruppe A | Obere Gruppe A | Obere Gruppe A | Obere Gruppe A | Obere Gruppe A | Obere Gruppe A | Obere Gruppe A | Obere Gruppe A | Obere Gruppe A | Obere Gruppe A |
| Rang           | Team                 | Spiele         | S              | N              | SNV            | NNV            | SNP            | NNP            | Tore           | TVH            | Punkte         |
| -------------- | -------------------- | -------------- | -------------- | -------------- | -------------- | -------------- | -------------- | -------------- | -------------- | -------------- | -------------- |
| 1              | EC Dornbirn          | 6              | 5              | 1              | 0              | 0              | 1              | 0              | 26:12          | +14            | 17 (3)         |
| 2              | VEU Feldkirch        | 6              | 4              | 2              | 0              | 1              | 1              | 1              | 24:19          | +5             | 15 (2)         |
| 3              | HC Innsbruck         | 6              | 2              | 4              | 1              | 0              | 0              | 0              | 15:19          | −4             | 9 (4)          |
| 4              | EC Red Bull Salzburg | 6              | 1              | 5              | 0              | 0              | 0              | 1              | 15:30          | −15            | 5 (1)          |

| Untere Gruppe B | Untere Gruppe B   | Untere Gruppe B | Untere Gruppe B | Untere Gruppe B | Untere Gruppe B | Untere Gruppe B | Untere Gruppe B | Untere Gruppe B | Untere Gruppe B | Untere Gruppe B | Untere Gruppe B |
| Rang            | Team              | Spiele          | S               | N               | SNV             | NNV             | SNP             | NNP             | Tore            | TVH             | Punkte          |
| --------------- | ----------------- | --------------- | --------------- | --------------- | --------------- | --------------- | --------------- | --------------- | --------------- | --------------- | --------------- |
| 1               | ATSE Graz         | 6               | 4               | 2               | 0               | 0               | 0               | 0               | 15:10           | +5              | 16 (4)          |
| 2               | EHC Lustenau      | 6               | 4               | 2               | 0               | 0               | 0               | 0               | 16:10           | +6              | 15 (3)          |
| 3               | Zeller Eisbären   | 6               | 3               | 3               | 0               | 0               | 1               | 0               | 13:15           | −2              | 10 (2)          |
| 4               | EHC Bregenzerwald | 6               | 1               | 5               | 0               | 0               | 0               | 1               | 10:19           | −9              | 5 (1)           |

Legende:
S = Siege, N = Niederlagen, SNV = Siege nach Verlängerung, NNV = Niederlagen nach Verlängerung, SNP = Siege nach Penaltyschießen, NNP = Niederlagen nach Penaltyschießen, TVH = Torverhältnis, in Klammer: Bonuspunkte aus der Vorrunde 

### Statistiken
| Topscorer | Topscorer           | Topscorer | Topscorer | Topscorer | Topscorer | Topscorer | Topscorer | Topscorer | Topscorer | Topscorer |
| Rang      | Spieler             | Team      | GP        | G         | A         | PTS       | PIM       | PPG       | SHG       | GWG       |
| --------- | ------------------- | --------- | --------- | --------- | --------- | --------- | --------- | --------- | --------- | --------- |
| 1         | Aaron Fox           | Dornbirn  | 34        | 29        | 47        | 76        | 18        | 7         | 2         | 8         |
| 2         | Alexander Höller    | Innsbruck | 34        | 29        | 40        | 69        | 44        | 12        | 0         | 7         |
| 3         | Toni Saarinen       | Lustenau  | 34        | 18        | 42        | 60        | 18        | 4         | 0         | 1         |
| 4         | Rem Murray          | Innsbruck | 25        | 17        | 39        | 56        | 28        | 3         | 0         | 4         |
| 5         | Patrick Mössmer     | Innsbruck | 33        | 25        | 30        | 55        | 36        | 9         | 2         | 5         |
| 6         | Thomas Auer         | Dornbirn  | 33        | 25        | 27        | 52        | 122       | 9         | 2         | 3         |
| 7         | Daniel Gauthier     | Feldkirch | 28        | 11        | 38        | 49        | 60        | 3         | 1         | 4         |
| 8         | Juha-Matti Vanhanen | Lustenau  | 33        | 19        | 29        | 48        | 32        | 6         | 1         | 4         |
| 9         | Ryan Foster         | Feldkirch | 32        | 24        | 22        | 46        | 32        | 13        | 2         | 3         |
| 10        | Trevor Gallant      | Innsbruck | 33        | 15        | 31        | 46        | 68        | 2         | 0         | 4         |

| Torhüter | Torhüter            | Torhüter       | Torhüter | Torhüter | Torhüter | Torhüter | Torhüter | Torhüter | Torhüter | Torhüter | Torhüter | Torhüter | Torhüter |
| Rang     | Spieler             | Team           | GP       | MIP      | GA       | GAA      | SOG      | SVS      | SVS%     | SO       | W        | L        | OTL      |
| -------- | ------------------- | -------------- | -------- | -------- | -------- | -------- | -------- | -------- | -------- | -------- | -------- | -------- | -------- |
| 1        | Patrick Machreich   | Feldkirch      | 34       | 1971     | 104      | 3.17     | 1162     | 1058     | 91.05    | 0        | 20       | 9        | 4        |
| 2        | Thomas Höneckl      | Salzburg       | 8        | 442      | 19       | 2.58     | 211      | 192      | 91.00    | 2        | 5        | 2        | 0        |
| 3        | Bernhard Bock       | Lustenau       | 33       | 1970     | 103      | 3.14     | 1136     | 1033     | 90.93    | 2        | 13       | 14       | 5        |
| 4        | Martin Iberer       | Innsbruck      | 20       | 1222     | 47       | 2.31     | 517      | 470      | 90.91    | 1        | 18       | 1        | 1        |
| 5        | Walter Bartholomäus | Zell am See    | 30       | 1815     | 98       | 3.24     | 1074     | 976      | 90.88    | 0        | 12       | 17       | 1        |
| 6        | Markus Seidl        | Innsbruck/ATSE | 23       | 1316     | 64       | 2.92     | 686      | 622      | 90.67    | 2        | 8        | 10       | 3        |
| 7        | Hannes Enzenhofer   | Dornbirn       | 30       | 1813     | 79       | 2.61     | 808      | 729      | 90.22    | 4        | 23       | 4        | 3        |
| 8        | Daniel Lundin       | Bregenzerwald  | 32       | 1914     | 130      | 4.08     | 1302     | 1172     | 90.02    | 0        | 6        | 25       | 1        |
| 9        | Artiom Konovalov    | Salzburg       | 22       | 1179     | 62       | 3.16     | 603      | 541      | 89.72    | 2        | 8        | 10       | 3        |
| 10       | Florian Weißkircher | ATSE           | 14       | 813      | 46       | 3.39     | 375      | 329      | 87.73    | 0        | 3        | 5        | 5        |

## Playoffs

### Viertelfinale
| Serie                                       | Endstand | Spiel 1             | Spiel 2             | Spiel 3             | Spiel 4             | Spiel 5 |
| ------------------------------------------- | -------- | ------------------- | ------------------- | ------------------- | ------------------- | ------- |
| VEU Feldkirch (2) – Zeller Eisbären (7)     | 3:1      | 4:1 (1:0, 2:0, 1:1) | 1:3 (0:1, 0:1, 1:1) | 6:0 (2:0, 3:0, 1:0) | 7:1 (1:1, 2:0, 4:0) | –       |
| HC Innsbruck (3) – EHC Lustenau (6)         | 3:0      | 5:2 (1:2, 2:0, 2:0) | 4:1 (0:0, 2:1, 2:0) | 3:0 (1:0, 1:0, 1:0) | –                   | –       |
| EC Red Bull Salzburg II (4) – ATSE Graz (5) | 0:3      | 2:5 (0:1, 1:3, 1:1) | 2:6 (0:2, 2:2, 0:2) | 1:2 (0:1, 1:1, 0:0) | –                   | –       |

### Halbfinale
| Serie                                | Endstand | Spiel 1             | Spiel 2                             | Spiel 3             | Spiel 4             | Spiel 5             |
| ------------------------------------ | -------- | ------------------- | ----------------------------------- | ------------------- | ------------------- | ------------------- |
| EC Dornbirn (1) – ATSE Graz (5)      | 3:2      | 4:1 (1:1, 3:0, 0:0) | 2:3 n. P. (1:1, 0:1, 1:0, 0:0, 0:1) | 1:4 (0:0, 1:3, 0:1) | 3:0 (2:0, 1:0, 0:0) | 5:1 (1:1, 1:0, 3:0) |
| VEU Feldkirch (2) – HC Innsbruck (3) | 3:2      | 2:1 (1:0, 0:0, 1:1) | 2:4 (0:2,1:2,1:0)                   | 1:4 (0:0, 1:1, 0:3) | 5:2 (2:0, 2:1, 1:1) | 4:3 (2:0, 2:1, 0:2) |

### Finale
| Serie                               | Endstand | Spiel 1             | Spiel 2             | Spiel 3                        | Spiel 4 | Spiel 5 |
| ----------------------------------- | -------- | ------------------- | ------------------- | ------------------------------ | ------- | ------- |
| EC Dornbirn (1) – VEU Feldkirch (2) | 0:3      | 3:4 (1:1, 0:2, 2:1) | 2:3 (1:0, 1:1, 1:1) | 2:3 n. V. (1:2, 0:0, 1:0, 0:1) | –       | –       |

### Statistik

#### Beste Scorer
| Rang | Spieler          | Team      | GP | G | A | PTS | PIM | PPG | SHG | GWG |
| ---- | ---------------- | --------- | -- | - | - | --- | --- | --- | --- | --- |
| 1    | Daniel Gauthier  | Feldkirch | 11 | 5 | 9 | 14  | 20  | 1   | 0   | 3   |
| 2    | Trevor Gallant   | Innsbruck | 8  | 6 | 7 | 13  | 4   | 1   | 1   | 1   |
| 3    | Raimund Divis    | Feldkirch | 11 | 6 | 7 | 13  | 6   | 3   | 1   | 1   |
| 4    | Thomas Auer      | Dornbirn  | 7  | 4 | 9 | 13  | 8   | 4   | 0   | 1   |
| 5    | Alexander Höller | Innsbruck | 8  | 5 | 7 | 12  | 6   | 1   | 1   | 0   |
| 6    | Marc Colleoni    | Feldkirch | 11 | 4 | 7 | 11  | 2   | 2   | 0   | 0   |
| 7    | Walter Fussi     | Feldkirch | 10 | 1 | 9 | 10  | 10  | 1   | 0   | 0   |
| 8    | Rem Murray       | Innsbruck | 5  | 1 | 8 | 9   | 4   | 1   | 0   | 0   |
| 9    | Patrick Mössmer  | Innsbruck | 8  | 6 | 2 | 8   | 8   | 2   | 0   | 2   |
| 10   | Rémi Royer       | Feldkirch | 9  | 4 | 4 | 8   | 18  | 2   | 1   | 2   |

#### Torhüter
| Rang | Spieler             | Team      | GP | MIP    | GA | GAA  | SOG | SVS | SVS%  | SO | W | L | OTL |
| ---- | ------------------- | --------- | -- | ------ | -- | ---- | --- | --- | ----- | -- | - | - | --- |
| 1    | Patrick Machreich   | VEU       | 12 | 729:19 | 24 | 1.97 | 454 | 430 | 94.71 | 1  | 9 | 3 | 0   |
| 2    | Markus Seidl        | Innsbruck | 8  | 474:26 | 16 | 2.02 | 275 | 259 | 94.18 | 1  | 5 | 3 | 0   |
| 3    | Hannes Enzenhofer   | Dornbirn  | 8  | 499:37 | 19 | 2.28 | 261 | 242 | 92.72 | 1  | 3 | 3 | 2   |
| 4    | Aleš Sila           | ATSE      | 8  | 485:11 | 18 | 2.23 | 235 | 217 | 92.34 | 0  | 5 | 3 | 0   |
| 5    | Bernhard Bock       | Lustenau  | 3  | 176:39 | 10 | 3.40 | 114 | 104 | 91.23 | 0  | 0 | 3 | 0   |
| 6    | Luka Gračnar        | RBS       | 2  | 118:29 | 6  | 3.04 | 64  | 58  | 90.63 | 0  | 0 | 2 | 0   |
| 7    | Walter Bartholomäus | Zell      | 4  | 238:03 | 18 | 4.54 | 152 | 134 | 88.16 | 0  | 1 | 3 | 0   |
| 8    | Artiom Konovalov    | Salzburg  | 1  | 60:00  | 6  | 6.00 | 29  | 23  | 79.31 | 0  | 0 | 1 | 0   |

## Kader des Nationalliga-Meisters
| Nationalliga-Meister VEU Feldkirch | Torhüter: Patrick Machreich, Michael Gruber Verteidiger: Marc Colleoni, Matthias Fussenegger, Mathias Grabner, Igor Iwanow, Michael Lampert, Wilhelm Lanz, Alexander List, Michael Rossi, Rémi Royer, Rodi Short Angreifer: Philipp Bader, Patrick Breuss, Raimund Divis, Marco Ferrari, Ryan Foster, Walter Fussi, Daniel Gauthier, Alexander Grasböck, Johannes Hehle, Heimo Lindner, Kevin Macierzynski, Martin Mallinger, Michael Novak, Bernd Schmidle, Domingo Usubelli Cheftrainer: Michael Lampert |